# Rantau Bidaro
Rantau Bidaro is een bestuurslaag in het regentschap Merangin van de provincie Jambi, Indonesië. Rantau Bidaro telt 237 inwoners (volkstelling 2010).